# Бычков, Владимир Иванович
Влади́мир Ива́нович Бычко́в (1861, Могилёвская губерния — 18 августа 1883 года, Томск) — российский революционер, старший брат революционера Александра Бычкова.

## Биография
Происходит из дворянского рода. Его отец был инженером-технологом, директором сахарного завода, затем акцизным чиновником. Владимир родился в 1861 году в Могилевской губернии, где в то время его отец служил лаборантом Земледельческого Горыгорецкого института.
Среднее образование получил в Гомеле и Киеве. Обучался на юридическом факультете Киевского университета, однако не закончил его.
С 1878 года принимал активное участие в революционных кружках в Киеве (В. Осинского, Л. Брантнера, В. Дебогория-Мокриевича и др.). Был одним из организаторов первой киевской народовольческой группы (кружок В. Бычкова — И. Левинского), действовавшей в 1880-м и первой половине 1881 года. В состав группы входили его брат А. Бычков, И. Левинский, Н. Ааронский, Н. Мазченко, И. Кириллов, В. Горинович, Ф. Яновский. Кружок считал себя местной ячейкой народовольческой организации и имел свою печать с надписью «Киевская секция партии «Народная воля»». Планировалась широкая террористическая деятельность, готовились покушения на провокатора Забрамского, жандармского капитана Судейкина, киевского вице-губернатора Гессе, готовилось похищение кассы Киевского университета. Кружок работал в среде учителей и гимназистов в Нежине и Козелецком уезде.  Активно взаимодействовал с членами Южно-русского рабочего союза (П. Ивановым, Е. Ковальской, Н. Щедриным и др.). Налаживал устройство типографии.
Переписанная рукой Бычкова программа партии «Народная Воля» была обнаружена при обыске у Н. Ааронского 16 апреля 1881 года.
Арестован в 1881 году. Привезён осенью того же года в Московскую пересыльную тюрьму для дальнейшей отправки административным порядком в Восточную Сибирь под гласный надзор на пять лет. В связи с арестом Бычкова был арестован его брат, гимназист, впоследствии выпущенный на поруки, и их родственник, офицер 44 резервного батальона, затем переведённый из Киева куда-то в глушь. Из-за письма, найденного у Бычкова, были произведены аресты в Нежине: арестованы учитель Пархоменко (выпущен на поруки), ст. филол. инст. Игнатенко, гимназист 8 класса Любарский, сельские учителя Колтуненко, Лукьянович и Ященко.
В тюрьме Бычков предпринял попытку жениться, в результате чего мог породниться с московским губернатором.
В конце декабря 1881 года был возвращён в Киев для привлечения к дознанию по «делу 69-и» (И. Левинского, Н. Геккера и др.). Из числа обвиняемых ему грозило наиболее суровое наказание.
19 декабря 1882 года бежал из Киевской тюрьмы. Скрывался в Киеве у А. Баха и П. Дашкевича, затем перебрался с помощью Ортынского в Житомир, а оттуда через Бердичев в Харьков. После ареста В. Н. Фигнер руководил местными революционными делами.
Считая народовольческую организацию на юге разбитой, уехал летом 1883 года в Томск, чтобы устроить побег своей невесты Натальи Барановой и наладить пути бегства ссыльных. Прибыл в Томск 10 августа 1883 года под именем Павла Ивановича Сабанеева, но был узнан уголовным преступником, сидевшим вместе с ним в Киевской тюрьме. Последний подослал к Бычкову извозчика, чтобы отвезти в участок. Бычков выстрелил в извозчика, но промахнулся и, не желая вторично попасться в руки полиции, следующим выстрелом убил себя.